# ديريك دويل
ديريك دويل (بالإنجليزية: Derek Doyle)‏ (30 أبريل 1986 بدبلن في جمهورية أيرلندا - ) هو لاعب كرة قدم أيرلندي في مركز جناح ‏. شارك مع منتخب جمهورية أيرلندا تحت 19 سنة لكرة القدم. أما مع النوادي، فقد لعب مع باتريك أتلتيك ودرودا يونايتد ونادي دوندالك ونادي شيلبورن ونادي كلية جامعة دبلن وCrumlin United F.C. ‏ وأثلون تاون ‏.

## وصلات خارجية
- ديريك دويل على موقع قاعدة بيانات كرة القدم.إي يو (الإنجليزية)